# Gemeinschaftsordnung
Die Gemeinschaftsordnung (GemO) regelt im deutschen Wohnungseigentumsrecht Rechte und Pflichten der Wohnungseigentümer untereinander. Sie ist eine autonom gesetzte Grundordnung der Gemeinschaft, die üblicherweise bei der Begründung des Wohnungseigentums festgesetzt wird.
Die Gemeinschaftsordnung wird als Vereinbarung über das Verhältnis der Wohnungseigentümer untereinander zum Inhalt des Sondereigentums gemacht (§ 5 Abs. 4 Satz 1 i. V. m. § 10 Abs. 1 Satz 2 und Abs. 3 Wohnungseigentumsgesetz, WEG). Das hat zur Folge, dass diese Regeln fest mit dem Wohnungseigentum verbunden sind und auch für jeden Rechtsnachfolger gelten (Verdinglichung).
Durch die GemO ist es der Wohnungseigentümergemeinschaft möglich, eigenes Recht an die Stelle der nachgiebigen Vorschriften des WEG treten zu lassen.

## Begriff (Synonyme, Abgrenzung, andere Auffassungen)
Der Begriff Gemeinschaftsordnung kommt im Wohnungseigentumsgesetz nicht vor. Er wird aber sowohl in der Praxis als auch von der juristischen Fachliteratur benutzt. Synonym zur Gemeinschaftsordnung (GemO) werden auch die Begriffe Vereinbarung, Miteigentumsordnung, Satzung oder Statut gebraucht. Teilweise wird auch ein weitgefasster Begriff der GemO verwendet, der neben der Vereinbarung auch die Beschlüsse der Wohnungseigentümer, etwaige gerichtliche Entscheidungen und die gesetzlichen Bestimmungen umfasst. In der Praxis hat sich jedoch der hier verwendete enger gefasste Begriff der GemO durchgesetzt.
Wohnungseigentümer (und teilweise auch Verwalter) sprechen allerdings häufig auch von der Teilungserklärung, wenn die Gemeinschaftsordnung gemeint ist, weil die GemO meist in die Urkunde mit der Teilungserklärung aufgenommen wird. Gleichwohl gibt es einen klaren inhaltlichen Unterschied: mit der Teilungserklärung wird das Wohnungseigentum begründet, mit der Gemeinschaftsordnung wird das Verhältnis der Wohnungseigentümer untereinander ausgestaltet.

## Entstehung der Gemeinschaftsordnung
In den meisten Fällen wird die Gemeinschaftsordnung vom Grundstückseigentümer bei Abgabe der Teilungserklärung (§ 8 Abs. 1 WEG), mit der das Wohnungseigentum „begründet“ (rechtlich geschaffen) wird, festgelegt. (Die Tatsache, dass hier ein Einzelner eine „Vereinbarung schließt“, was rein begrifflich nicht möglich ist, ändert nichts an deren rechtlicher Qualifizierung.) Aber auch zu einem späteren Zeitpunkt können die Wohnungseigentümer eine Gemeinschaftsordnung festsetzen. Dazu müssen jedoch alle Wohnungseigentümer in notarieller Form zustimmen.
Die Festlegung einer Gemeinschaftsordnung ist nicht zwingend. Wenn es keine Vereinbarung der Wohnungseigentümer mit einem solchen Inhalt gibt, richtet sich deren Rechtsverhältnis allein nach den gesetzlichen Vorschriften.

## Interessenlage der Beteiligten
Der teilende Eigentümer kennt zum Zeitpunkt der Teilung gewöhnlich weder die zukünftigen Eigentümer noch deren Vorstellungen in Bezug auf das „Miteinander“. Er hat auch regelmäßig nicht die Absicht, der Gemeinschaft länger anzugehören, als es für den Verkauf der Eigentumswohnungen nötig ist. Wegen dieser Voraussetzungen ist es erklärlich, dass viele Gemeinschaftsordnungen den späteren Eigentümern eher hinderlich als förderlich sind.
Typischerweise achten die Käufer einer Eigentumswohnung auf alle möglichen anderen Aspekte des Wohnungserwerbs weit mehr als auf die GemO (wenn ihnen deren Existenz überhaupt bekannt ist). Diese geringe Beachtung des rechtlichen Fundamentes der Eigentumswohnung wiederum ist es, die dem teilenden Eigentümer erspart, besondere Sorgfalt auf die Ausarbeitung einer GemO zu verwenden.
Für die Wohnungseigentümer wird die möglicherweise bestehende Unzulänglichkeit einer GemO meist erst klar, wenn es bereits Interessenkonflikte zwischen ihnen gibt.

## Die „zementierte“ GemO
Sofern die GemO keine Öffnungsklausel enthält, kann der Versuch von Wohnungseigentümern, eine als unzulänglich oder sogar hinderlich erkannte GemO zu ändern, ein schwieriges Unterfangen sein. Mit dem Text der Änderung (oder auch einer kompletten Neufassung) müssen dann nicht nur alle (!) Wohnungseigentümer einverstanden sein, diese Tatsache muss auch mit der notariell beglaubigten Unterschrift eines jeden festgehalten und mit einem entsprechenden Antrag und dessen Bewilligung dem Grundbuchamt zur Eintragung vorgelegt werden. Darüber hinaus müssen die „dinglich Berechtigten“ aus allen beteiligten Wohnungsgrundbüchern – typischerweise die Banken mit Hypotheken oder Grundschulden – ihre Bewilligung erteilen (ebenfalls in notariell beglaubigter Form).
Weil sich – selbst bei sehr großer Mehrheit im Sinne der geplanten Änderung – meist einzelne Eigentümer finden, die etwas daran auszusetzen haben (oder die faktisch die Beglaubigung ihrer Unterschrift verschleppen oder verweigern), wird oft von einer Zementierung der einmal eingetragenen GemO gesprochen.

## Auslegung der GemO
Anders als eine schuldrechtliche Vereinbarung, bei deren Auslegung ggf. auf den Willen der Parteien Rücksicht zu nehmen ist (§ 133, § 157 BGB), ist die in das Grundbuch eingetragene (verdinglichte) GemO zunächst streng nach ihrem Wortlaut auszulegen.

## Möglichkeiten der Rechtsgestaltung durch die Gemeinschaftsordnung
Das WEG enthält eine große Zahl von Bestimmungen über das Miteinander der Wohnungseigentümer. Ein Teil dieser Bestimmungen ist nachgiebig oder abdingbar, ein anderer Teil ist unnachgiebiges oder zwingendes Recht.
Die abdingbaren (dispositiven) Bestimmungen des WEG kann man mit entsprechenden Regelungen in der Gemeinschaftsordnung ändern. Zum Beispiel bestimmt das WEG in § 25 Abs. 2 WEG, dass in der Wohnungseigentümerversammlung jeder Eigentümer eine Stimme hat (Kopfstimmprinzip). Auch Miteigentümer, denen mehrere Wohnungen gehören, haben im gesetzlichen Fall nur eine Stimme. Das würde z. B. dazu führen, dass der Bauträger nach dem Verkauf weniger Wohnungen in der Wohnungseigentümerversammlung bereits überstimmt werden kann, obwohl ihm die meisten Wohnungen der Anlage noch gehören. Es ist nicht zuletzt aus diesem Grund seit langem üblich, die Stimmrechte über die Gemeinschaftsordnung anders zu regeln, z. B. pro Wohnung eine Stimme (Objektstimmprinzip) oder auch pro Tausendstel Miteigentumsanteil eine Stimme.
Von der Möglichkeit, eigenes Recht für die jeweilige Wohnungseigentümergemeinschaft zu setzen, wird in den meisten Fällen wenig Gebrauch gemacht.

## Beispiel aus der Rechtsprechung des Bundesgerichtshofs
Der Bundesgerichtshof (BGH) hat mit Urteil vom 15. Januar 2010 entschieden, dass die Vermietung einer Eigentumswohnung (nicht eines Teileigentums) an täglich oder wöchentlich wechselnde Feriengäste als Wohnungsnutzung anzusehen und deshalb zulässig sei. Das Kammergericht hatte 2007 diese Frage noch gegenteilig beantwortet. 
Bei einer solchen Ferienwohnungsnutzung wohnen die Feriengäste Tür an Tür mit den auf Dauer dort Wohnenden (Eigentümer oder deren Mieter). Das führt in manchen Fällen zu Störungen des Hausfriedens, speziell in Großstädten, in die es „erlebnisorientierte“ Feriengäste zieht.
Die Mehrheit einer Eigentümergemeinschaft hat, wenn sie die Ferienwohnungsnutzung als störend ansieht, nach diesem BGH-Urteil keine Möglichkeit, sich per Eigentümerbeschluss gegen die Nutzung einer Eigentumswohnung als Ferienwohnung zur Wehr zu setzen. Nur auf dem Weg einer „Vereinbarung der Eigentümer“, also z. B. eine entsprechende Regelung in der GemO, ist diese Nutzung zu unterbinden.
Natürlich wird eine Änderung der GemO kaum mehr möglich sein, wenn bereits eine Ferienwohnungsnutzung vorliegt, weil der Eigentümer, der diese Vermietung betreibt, in der Regel nicht zustimmen wird. Wenn aber heute für eine neu entstehende Wohnungseigentümergemeinschaft eine neue GemO formuliert wird, wäre es unter Umständen angebracht, das Urteil zu berücksichtigen.